# Griffon de pelo lanoso
A griffon de pelo lanoso[Nota] (em francês:  griffon à poil laineux) é uma raça derivada de cães tão antigos quanto os spaniels e os poodles, com os quais foram confundidos até 1683, ao que passaram a ser estipuladas diferenças entre estes tipos de animais. O lanoso, estipulado no século XIX, foi desenvolvido por Emmanuel Boulet, que utilizou das linhagens de Monsieur Govellain. Na França, adquiriu grande popularidade em virtude de apresentar-se sempre em exposições. Rústico e apegado ao dono, é classificado como amigável, inteligente, versátil e de fácil adestramento.